# Goniopholis
Goniopholis – rodzaj krokodylomorfa z rodziny Goniopholididae żyjącego od późnej jury do wczesnej kredy na terenie dzisiejszej Europy i być może Ameryki Północnej oraz Azji. Skamieniałości archozaurów zaliczanych do tego rodzaju odnaleziono w Tajlandii, Anglii, Niemczech, Portugalii, amerykańskiej formacji Morrison oraz kopalni w Bernissart w Belgii – obok szczątków trzydziestu dziewięciu iguanodonów oraz kilku niewielkich krokodylomorfów z rodzaju Bernissartia. Z analizy kladystycznej Allena (2010) wynika jednak, że rodzaj Goniopholis obejmujący gatunki ze wszystkich trzech kontynentów nie byłby monofiletyczny. Według tej analizy krokodylomorfy tradycyjnie zaliczane do rodzaju Goniopholis, których skamieniałości odkryto w osadach formacji Morrison (gatunki "Goniopholis" gilmorei, "G." lucasii i "G." stovalli) były bliżej spokrewnione z północnoamerykańskimi przedstawicielami rodziny Goniopholididae (jak Eutretauranosuchus i Calsoyasuchus) niż z europejskimi gatunkami Goniopholis. Z analizy kladystycznej Andradego i współpracowników (2011) wynika, że rodzaj Goniopholis obejmujący gatunki żyjące poza Europą oraz gatunek "G." gracilidens byłby parafiletyczny; tajski rodzaj "G." phuwiangensis jest prawdopodobnie bliżej spokrewniony z rodzajem Sunosuchus. Autorzy ci przenieśli "G." lucasii do odrębnego rodzaju Amphicotylus, a "G." gracilidens – do rodzaju Nannosuchus.

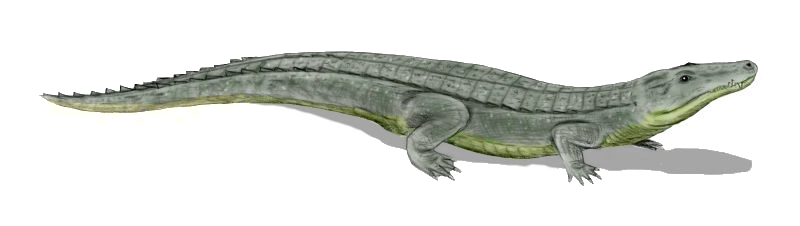
Rekonstrukcja

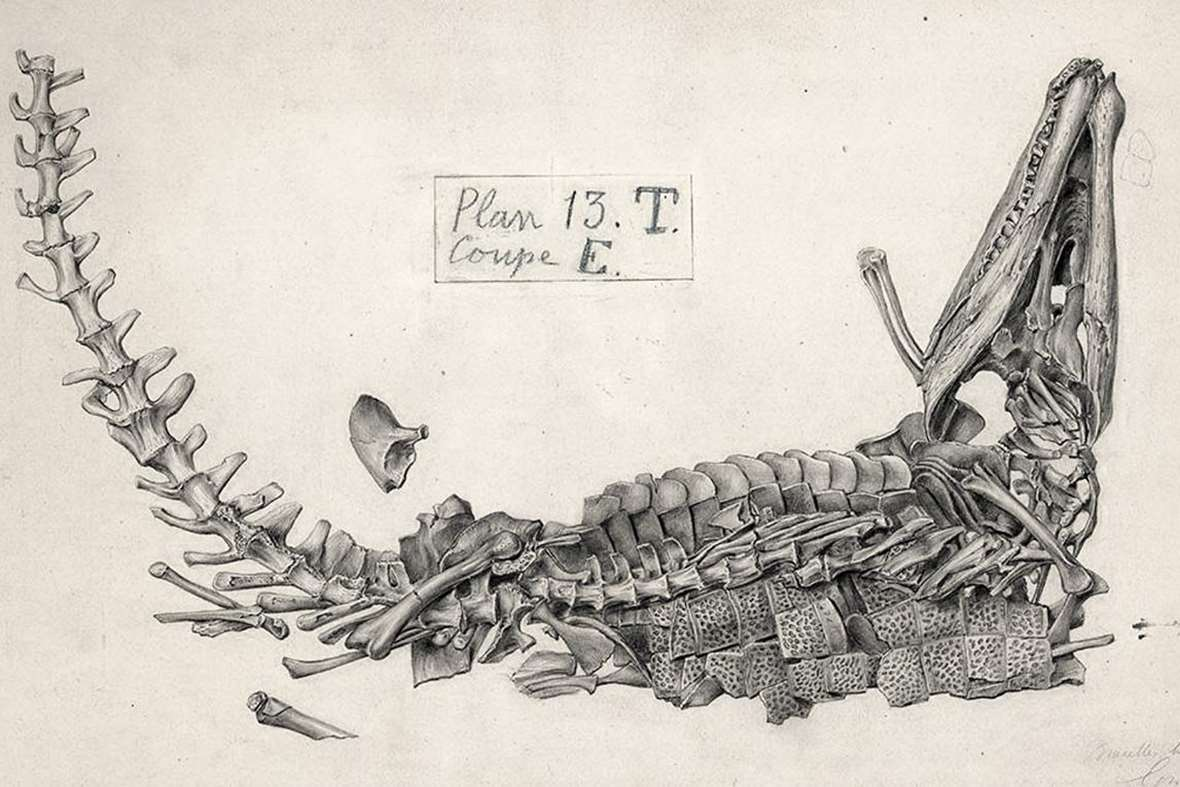
Szkielet Goniopholis odnaleziony w Bernissart

W formacji Morrison w stanie Kolorado w Stanach Zjednoczonych odkryto szkielet krokodylomorfa zaliczonego do rodzaju Goniopholis (MWC 5534) połączony ze szkieletem ankylozaura z podrodziny Polacanthinae – jest to jeden z niespełna dziesięciu odnalezionych szkieletów Goniopholis złączonych ze szkieletami innych zwierząt. Geologicznie najstarsze gatunki należące do tego rodzaju pochodzą z późnej jury, z kimerydu Portugalii. Goniopholis należy do najpospolitszych krokodylomorfów żyjących na półkuli północnej w okresie od późnej jury do wczesnej kredy. Osiągał około 3 metrów długości, ważąc 120 kg. Miał stosunkowo szeroki pysk umiarkowanej długości. Grzbiet chroniły dwa rzędy kostnych tarczek. Wiele szczątków Goniopholis odnaleziono w osadach słodkowodnych, co sugeruje, że archozaury te prowadziły półwodny tryb życia, podobnie jak dzisiejsze krokodyle.